# Claudio Licciardello
Claudio Licciardello (* 11. ledna 1986 Catania) je italský atlet, běžec, sprinter, jehož hlavní disciplínou je běh na 400 metrů.
Na Mistrovství Evropy v atletice 2006 ve švédském Göteborgu skončil v semifinále. V roce 2008 reprezentoval na letních olympijských hrách v Pekingu, kde skončila jeho cesta v prvním semifinálovém běhu na posledním místě a do finále nepostoupil. Celkově obsadil 23. místo, když čtvrtku zaběhl v čase 45,64 s. Pomalejší byl jen Cédric Van Branteghem z Belgie. O rok později vybojoval na halovém ME v italském Turíně stříbrnou medaili v běhu na 400 metrů, když ve finále nestačil jen na Švéda Johana Wissmana a zlato ve štafetě na 4 × 400 metrů.